# Vickers Vespa
O Vickers Vespa foi um biplano britânico construído pela  Vickers Limited em cooperação com o exército na década de 1920. Embora o modelo não fora adotado pela Força Aérea Real, algumas unidades foram compradas pelo Estado Livre Irlandês e pela Bolívia que o utilizou durante a Guerra do Chaco. Uma versão modificada da Vespa foi usado para estabelecer um recorde mundial de altitude de 13 407 m (43 976 ft) em setembro de 1932.

## Design e desenvolvimento
O Vespa foi projetado pela Vickers em um contrato privado para atender a  Especificação 30/24 do Air Ministry o primeiro protótipo, o Vespa I fez o primeiro voo em setembro de 1925. O Vespa, que era um monomotor biplano com fuselagem fina suspensa entre duas asas de madeira próximas, foi entregue para verificação da Força Aérea Real mas caiu devido a problemas de motor e foi seriamente danificado durante o pouso no acidente em 24 de junho de 1926. O Vespa II foi então reconstruído com aço e asas cobertas de tecido mas o modelo não foi bem sucedido em encomendas da RAF.
No entanto o novo modelo chamou atenção da Bolívia, que encomendou em 1928 seis Vespa III, uma versão melhorada composta inteiramente de metal. O Estado Livre Irlandês encomendou  quatro Vespa IV em 1929, e quatro Vespa V, em 1930.
O protótipo do Vespa foi modificado no Vespa VI para fins de demonstração ao governo Chinês, mas não foi adquirido, então o modelo retornou para a grã-Bretanha. Ele foi reconstruído como o Vespa VII, com um motor supercompressor Bristol Pegasus S em uma tentativa de superar o recorde mundial de altitude. Em 16 de setembro de 1932 ele estabeleceu o recorde de 13 407 m (43,976 ft).

## Histórico operacional
Seis Vespa III foram entregues para a Bolívia em 1928, onde eles eram usados principalmente como aeronaves de conversão, embora a Bolívia viu uso limitado na Guerra do Chaco como aeronave de reconhecimento e bombardeiro estratégico, estes aviões que operam em baixa altitude foram otimizados. Eles permaneceram em serviço até 1935.
Os oito Vespas da Irlanda permaneceram em serviço por vários anos, operando no Corpo Aéreo Irlandês na base em Baldonnel, perto de Dublin. O último modelo foi aposentado em 12 de junho de 1940.

## Variantes
Vickers Vespa I
Protótipo do exército para aprovação da RAF. Asas de madeira. Motorizados por um Bristol Jupiter IV radial (depois adaptado para um Jupiter VI).
Vickers Vespa II
Vespa I modificado com asas de metal.
Vickers Vespa III
Versão melhorada e completamente em metal de produção para Bolívia. Motorizado por um Jupiter VI de 455 hp (339 kW). Seis construídos.
Vickers Vespa IV
Versão de produção para o Corpo Aéreo Irlandês. Motorizado por Armstrong Siddeley Jaguar VIC de 490 hp (370 kW). Quatro construídos.
Vickers Vespa V
Versão melhorada do Vespa IV para o para o Corpo Aéreo Irlandês. Quatro construídos.
Vickers Vespa VI
Reconstrução do protótipo para demonstração para o governo da China.
Vickers Vespa VII
Reconstrução do Vespa VI com motor Bristol Pegasus S para quebra de recorde de altitude.

## Operadores

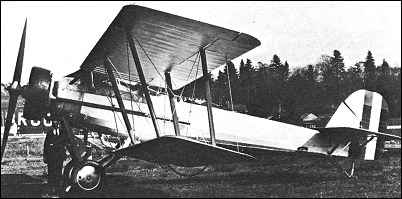

Bolívia
- Força Aérea Boliviana

 República da Irlanda
- Corpo Aéreo Irlandês

 Reino Unido
- Força Aérea Real

## Especificações (Vespa V)
Dados de: Vickers Aircraft Since 1908
Descrições gerais
- Tripulação: 2
- Comprimento: 10,06 m (33 ft)
- Envergadura: 15,24 m (50 ft)
- Altura: 3,20 m (10 ft)
- Área alar: 53,5 m² (576 ft²)
- Peso vazio: 1 310 kg (2 890 lb)
- Peso bruto (carregado): 1 986 kg (4 380 lb)

Motorização
- Número de motores: 1x
- Tipo do motor: Convencional com 14 cilindros em radial refrigerados a ar
- Fabricante/modelo: Armstrong Siddeley Jaguar VIC
- Potência por motor: 490 hp (365 kW)

Performance
- Velocidade máxima: 224 km/h (139 mph)
- Velocidade total em Nó: 121 kn (224 km/h)
- Alcance: 934 km (580 mi)
- Tecto de serviço: 7 900 m (25 900 ft)

Armamentos
- Metralhadoras/canhões: 2 × Metralhadora (7.7 mm)